# Mãe Francelina de Ogum
Maria Francelina de Jesus conhecida como Mãe Francelina de Ogum foi uma ialorixá do candomblé da Casa de Oxumarê.
Era filha-de-santo de Mãe Cotinha de Ieuá, abdicou do cargo pouco antes de morrer passando o comando para sua filha carnal Mãe Simplícia de Ogum.